# あむ・はうす
株式会社あむ・はうすは、日本の芸能プロダクション。東京都渋谷区に本社を置いている。

## 主な所属タレント
- 畔柳亮平（俳優）
- 長谷川いく（女優）

## かつて所属していたタレント
- 森川由加里（タレント）
- 西口有香（声優[1][2]）
- はるな梢（榛名梢）
- vague（ShieとYuの男女二人組ユニット）
- chiyu
- イ・テソン（이태성）
- Milky Hat（渡邉玲奈、田口彩花、小畑智美、田中雅美香、長谷川唯、渡辺千裕の六人組ユニット）
- 七海まい（原紗央莉→松野井雅、タレント）